# Şəmistan Əlizamanlı

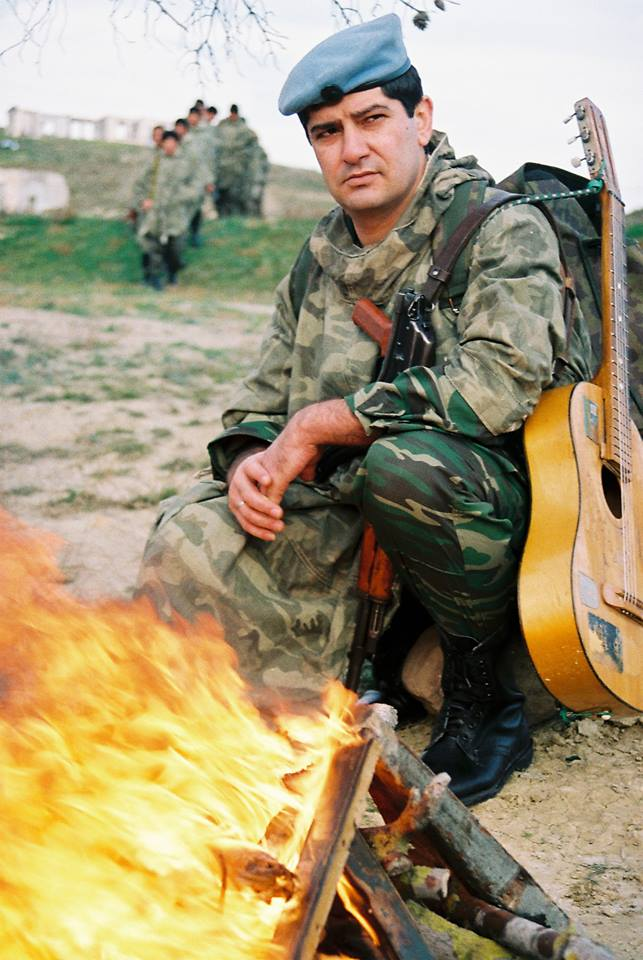
Şəmistan Əlizamanlı

Şəmistan Əlizamanlı (auch Schamistan Alisamanli, * 4. Februar 1959) ist Militärsprecher der Republik Aserbaidschan, Autor vieler militärischer und patriotischer Lieder, Vortragskünstler sowie Radio- und TV-Moderator.

## Leben
Əlizamanlı studierte an der aserbaidschanischen Universität für Kultur und Kunst. Er begann, als Sprecher im aserbaidschanischen Fernsehen und Radio zu arbeiten. Dann wurde er nach Moskau geschickt um sein Studium fortzusetzen. Er schloss das Studium erfolgreich ab und gewann für sein Talent als Redner den ersten Preis in der Sowjetunion.
Er wurde für seine Berichte aus dem Krieg zwischen Armenien und Aserbaidschan berühmt. Diese begannen in der Regel mit den Worten „Achtung! Achtung!“ (aserbaidschanisch: Diqqət, diqqət!).
Im Jahr 1993 begann er seine Karriere als Sänger. Er singt militärische und patriotische Lieder, wie „Der tapfere Soldat“ (İgid əsgər), „Herr Leutnant“ (Cənab Leytenant), „Erstes Bataillon“ (Birinci batalyon), „Falken“ (Şahinlər), „Eigentum der Heimat“ (Vətən əmanəti) und andere.

## Alben
- Mutterland ruft (“Çağırır vətən”)
- Eigentum von Heimat (“Vətən əmanəti”)
- Das Mutterland (“Ana yurdum”)

## Musikvideos
- Geben Sie uns den Weg des Bergs Kaukasus! ("Qafqaz dağı yol ver bizə")
- Der tapfere Soldat ("Igid Əsgər")
- Besorgtes Schwarzes Meer ("Çırpınırdı Qara dəniz")
- Gülistan ("Gülüstan")
- Entweder Karabach oder Tod ("Ya Ya Qarabağ Ölüm")

## Konzertreisen
Şəmistan Əlizamanlı gab einige Konzerte in Jahren 1998, 1999 und 2002 in verschiedenen Städten in Deutschland, der Türkei sowie Russland, Kasachstan, Ukraine und Turkmenistan. Er nahm an der "International Music Festival" in der Schweiz teil. Außerdem nahm er auch an den Kongressen der Turkvölker sowie dem Weltkongress der Aserbaidschaner in der ukrainischen Stadt Donezk teil.

## Filmografie
Diese Filme wurden mit der Stimme von Şəmistan Əlizamanlı übertragen:
1. Fremde Menschen bringen schlechte Nachrichten (Bəd xəbərlər gətirən qəribə adamlar) – Film, 1993
2. Gudyalchay (Qudyalçay) – Film 2001
3. Keroghlu (Koroğlu) – Film 2003
4. Tolles Kommandeure (Dahi sərkərdələr) – Film, Großbritannien, 2003